# マッシュル-MASHLE- (アニメ)
『マッシュル-MASHLE-』は、甲本一による同名の漫画を原作としたアニメ作品。第1期は2023年4月から7月までTOKYO MXほかにて放送された。ナレーションは平田広明。
第2期『神覚者候補選抜試験編』は2024年1月から3月まで放送された。
また、続編の制作が決定している。

## 制作

### 経緯・スタッフィング
本作のアニメの話が原作者である甲本に寄せられたのは単行本6巻前後のことであり、アニメを作るのには時間がかかると思ったと、甲本はマッシュ役の小林とフィン役の川島との鼎談で振り返っている。
本作のアニメーションはA-1 Picturesが手掛けた。アニメーションプロデューサーは同社の『劇場版 ソードアート・オンライン -プログレッシブ-』シリーズの制作デスクだった中村将太が担当した。また、同作に参加していた東島久志は中村からの推薦で、本作のキャラクターデザインを担当したほか、オープニングの作画監督や一部の話の総作画監督も兼任した。東島はキャラクターデザインが初めてだからかあまり実感がなく、自分が描いた後に様々な人々の協力でキャラクターを完成させていくと感じたとニュースサイト「Febri」とのインタビューの中で話している。

### シナリオ・セッティング
シリーズ構成および全話を手掛けた脚本家の黒田洋介は原作を読む中でマッシュの痛快さを気に入り、テレビアニメ版の脚本の依頼を受けた際は素直にうれしく即答で引き受けたとニュースサイト「Febri」とのインタビューの中で明かしている。
まず黒田は最終回までの道筋を示した構成案を提示し、スタッフの総意を受けて脚本を書き始めたのであまり苦労はなかったと話しており、自分一人で脚本を書いていた分、各話の修正も迅速にできたと話している。また、プロデューサーからの意向もあって、執筆に当たっては原作へ最大限の敬意を払っていたため、脚本打ち合わせの際には大きないざこざはなかったという。なお、執筆に当たり、キャラクターの移動線や立ち位置の明確化を意識したという。また、黒田は原作におけるマッシュとアビスの戦いが好きであり、それをもとにした第1期第9話の執筆にも気合が入ったという。
黒田は脚本を構築する上でありがたい存在としてフィンを挙げており、その理由として自分が付け足したギャグであってもフィンが突っ込みを入れれば『マッシュル-MASHLE-』らしくなると説明している。フィン役の川島も、視聴者に近い視点を持つフィンが繰り出す常識的なツッコミによって作品内の異常性があぶりだされるため、本作にとって重要な存在だとキャストによる座談会の中で語っている。

### 映像・作画
テレビアニメ版の監督を務めた田中智也は「Febri」とのインタビューの中で、アニメ化に際しては独特な雰囲気を持つマッシュを表現するのに試行錯誤を重ねたと話しており、会話を普通よりもワンテンポ遅らせたり、瞬きを見せないといった細やかな表現を通じてつかみどころのなさを表現したりすることを意識したと語っている。
田中は楽しかったエピソードとして、第5話でマンドラゴラを調理する場面と、ドットがマッシュたちと出会う場面を挙げており、いずれキャストには楽しく演技してもらったので、それに負けないように作画も頑張らなければならないのが大変な分面白かったと振り返っている。また、第9話は2組の戦いが展開されるだけでなく、戦う相手の過去も絡むため、いかにして20分に収めようか悩んだと振り返っている。

#### キャラクターデザイン
キャラクターデザインにあたり、東島はとにかくかっこよくするという目標を立てたと「Febri」とのインタビューの中で話しており、とりわけ立ち姿のシルエットがかっこよく見えるようにしたという。甲本や田中から細かい注文はなかった一方、甲本からはマッシュの筋肉に関する資料として複数の写真が送られており、こだわりを感じたと東島は振り返っている。東島は印象に残った人物としてマッシュを挙げており、シンプルな分バランスが難しく、何かを足したり引いたりするだけでマッシュらしさが失われてしまうため、調整に苦労したと振り返っている。

### 音響
音響監督を務めた本山哲は、音響周りの方針として、幅広い層が見ることを想定し、なるべく見ていて理解しやすいようにしたと「Febri」とのインタビューの中で話している。また、収録においては多くの視聴者に笑いをもたらせるように意識しているとしつつも、本作は大爆笑というよりくすっと笑わせる方が向いているため、加減が難しいと話している。本山は演出において苦労した点として、傍目に見るとギャグだが、当の本人たちは真剣に戦っているという場面を挙げており、BGMをどちらに合わせるべきか悩んでしまうと話している。
なお、第1期はコロナウイルスの感染防止の観点から分散収録が行われていたが、第2期では従来の方法による収録が行われた。一方、マッシュ役の小林が2024年の座談会の中で語ったところによると、分散収録期間中でも掛け合えるようにしてもらったという。

#### キャスティング
キャスティングにおいても、キャラクターの特徴を明確に表現できる者が選定された。
主人公のマッシュ役にはオーディションで小林千晃が選ばれた。小林はもともと原作を読み込んでいたことに加え、普段の話す際のテンション間で演技したらしっくりきたため、オーディションではあまり考えずに演じたと振り返っている。当初は感情を出さない演技をするつもりだったが、監督の田中から「戦闘シーンをかっこよく演出したいので、マッシュらしさに収まる範囲でかっこよく演じてほしい」という注文があり、バランスを見極めながら演じるのが楽しかったと小林は語っている。小林は第1期の第1話において、マッシュの一投足に細かなニュアンスがついており、作品に対する愛を感じたと話している。また、アフレコ時はレグロ役のチョーとの掛け合いでセリフが被る場面が多かったため、一部は個別収録となったが、完成した映像を見てテンポの良さに笑ってしまったと振り返っている。
レイン役の梶裕貴は小林の演技を「引き算の芝居」と表現し、緩急を大切にし、決めるところを決める繊細な技術が見事だと評価している。また、小林は梶との対談の中で、ウォールバーグ校長役の麦人と無邪気な淵源（イノセント・ゼロ）役の三木眞一郎というベテラン声優と共演した際も新鮮で楽しかったと振り返っている。
ヒロインであるレモン役にはオーディションで上田麗奈が選ばれた。テープオーディションの時点では一度スイッチが入ると暴走するタイプだと思っていたが、アフレコの際に「常にスイッチが入っている」ことを知って驚いたと上田は「Febri」とのインタビューの中で振り返っている。また、アフレコ中に頻繁に出されていた「より盲目的に」といったディレクションから、レモンは自分以上にマイペースな人物だと知ることができたと上田は「Febri」とのインタビューの中で話している。他方で、「よりかわいく」というディレクションも多く出されており、清楚な時と暴走しているときのギャップが明確になるように導かれたと感じていると上田は振り返っている。
フィン役の川島零士は、原作の時点でも顔芸がすごかったので、オーディションで彼が困っている場面の突込みは、ひたすらに全力で彼の嘆きを代弁することを意識していた。その際、音響監督の本山から、フィンがそこまで成績が良くないことを意識してほしいと言われ、フィンのキャラクターを理解できたという。また、川島は甲本と小林との鼎談の中で、地声に近い演技だったためやりやすかったと話している。
ランス役の石川界人は、現場でキャラクターに関するディレクションがあまりなかったため、かなり自由に演じたと「Febri」とのインタビューの中で話している。一方、妹への愛を語る場面では、もっとはっちゃけてくれというディレクションを4度もらった。実際の放送では適切なものが採用されたが、没テイクの中にはより振り切ったものもあったという。
ドット役の江口拓也は、彼の表情にどんな感情を乗せられるのかか投げるのが楽しいと「Febri」とのインタビューの中で話しており、演じる際には「いかにフルマックスでボールを投げ続けられるか」ということを意識していると語っている。
原作4巻発売PVでマッシュを演じた花江夏樹は、テレビアニメ版においてセル・ウォーを演じた。小林は花江の演技について、様々な芝居の引き出しを駆使して見事にセル・ウォーを演じていたと梶との対談の中で話している。
アベル役の梅原裕一郎はもともと別の役でオーディションを受けていたため、オーディションに向けて原作を読んだ際はアベルを全く意識していなかったとアビス役の七海ひろきとの対談の中で明かしている。梅原はもともと読者としても演じる立場としても敵役が好きだったため、アベル役に決まった際はうれしかったと振り返っている。アベルは過去の出来事から弱肉強食を掲げるようになったという設定であり、自らの信念に沿って行動している分、演技に当たっては堂々とした様子を意識したと梅原は対談の中で語っている。前述の経緯からキャラクターの方向性をつかみかねていたため、最初、梅原はより頑固で会話もままならなさそうなキャラクターを想定して演じていたところ、より会話ができる感じで演じてほしいというディレクションをもらったという。なお、大きく方向性を変えるようなディレクションはなかった。
一方、七海はもともとジャンプ作品に出たいという思いがあり、最初からアビス役のオーディションを受けていた。七海は演技で意識したことについて、ミステリアスな部分や、悲しい生い立ちによる寂しさや切なさをにじませることを挙げている。初登場回は顔見せ程度であり、2度目のアフレコで悪役をイメージして演じたところ、「そこまで悪いイメージを出さないで」というディレクションをもらい納得したという。マッシュとの出会いにより固くなっていた心が解きほぐされるところもあるため、悪役とは違う方向性であることを理解してからは、自分でもイメージを変えるようになったという。
レイン役を演じた梶裕貴は、これまで様々な経験を通じて成長するタイプのキャラクターを演じてきた中で、「主人公の憧れの存在」という立ち位置にいるレインを演じたことが感慨深くてうれしかったと小林との対談の中で振り返っている。一方で、登場人物や視聴者に、レインが圧倒的存在であることを示す必要があるため、責任やプレッシャーを感じたとも話しており、特に本格的な登場を果たした第1期第10話はかなりのインパクトがあったと梶は話している。他方、梶はレインが学校や魔法界について真剣に考えるなどおちゃめな一面もあり、どこかマッシュに近いところがあると思いながら演じてきたとも対談の中で話している。最初のテストの際、梶はそこまで低くしないようにという指示を受け、制作チームのイメージをすり合わせながら調整を重ねたものの、以降は大きな改善点もなくスムーズに進んだと振り返っている。マッシュ役の小林は梶との対談の中で、この配役で正解だったと話している。
第1期から登場するサブキャラクターのうち、マッシュの養父レグロ役はチョーが演じた。チョーは演技に際し「モノローグをシックでエレガントに、ツッコミは思い切りやる」という方針を立て、一度は親しみやすいおじいちゃんというイメージで演じたこともあったが、最終的には最初の方針で進められた。また、小林がイベントで語ったところによると、第1話でマッシュと初めて出会う場面では、15、6歳ほど若返った声を出していたという。また、警官ブラッドがマッシュの家を訪ねてくる以降の場面の裏で聞こえるセリフは、台本にはないチョーのアドリブだと小林は話している。
ブラッド役の小西克幸はアフレコの際、小西は「ナルコムパス」を唱える際のアクセントについて悩み、最初は技らしさを出すために力のこもったアクセントで演じたが、普段から唱えている呪文であればもう少し力を抜いているだろうと考え、今の形になったという。
演技においては変わったアプローチが求められることもあった。原作のとある場面においては、歯をかち合わせながらしゃべる場面があり、テレビアニメ版でこの場面を演じたドット役の江口は座談会の中で非常に難しい演技だったと振り返り、同時に2つの音を出すのは自分の声優人生の中でも初めてだったと語っている。また、マッシュ役の小林も、マッシュが泳ぐ場面の台本のセリフには「ブクブクブク……」とだけある一方、その横のト書きにセリフがかかれていたことに気づき、「ブクブクしながら喋る」と解釈して演技をしたと話している。
第2期では、さらなる神覚者役として、諏訪部順一（ライオ・グランツ役）や、小野友樹（オーター・マドル役）らが起用された。
また、第2期に神覚者候補生役で出演していたキャストのうち、オルカ寮の監督生でもあるマーガレット役の子安武人は、放送前に寄せたキャストコメントの中で、このようなキャラクターを演じられることは光栄だとしつつも、非常にバランスをとるのが難しい役だが、ごく自然に当たり前に存在しているよう演じていこうと思うと話している。また、カルパッチョ役の内山昂輝は、放送前のキャストコメントの中で、原作で受けた印象をもとに自由に演じたり、スタッフから違うパターンを提案されて試したりと、試行錯誤を重ねたこと明かしている。

#### 音楽
音楽を手掛けた横山克は、田中から「ただの魔法世界だけの音楽にしたくない」「ギャグもしっかり表現したい」という要望があったと、「Febri」とのインタビューの中で明かしている。横山はラッパーには筋肉質な者が多いという印象から、本作の音楽にヒップホップやラップの要素を持ち込んだと話しており、ギャグシーンにヒップホップを用いる手法はお笑い番組などでも採用されていたためわりとすんなり受け入れられたと振り返っている。また、テレビアニメ版第1期の音楽はノリ優先で作ることも多かったが、ラップの表現が好評だったことから、楽しく作ることができたと話している。一方、横山は、ラップに使う言語が作品の世界を壊したり、歌の表現がセリフを妨害しないように計算したりする必要があって大変だったとも話している。

## スタッフ
- 原作 - 甲本一[30]
- 監督 - 田中智也[30]
- シリーズ構成・脚本 - 黒田洋介[30]
- キャラクターデザイン - 東島久志[30]
- アクションディレクター・モンスターデザイン - 松田剛吏[31]
- アクションディレクター - 斎藤亮太（第2期）[32]
- エフェクト監修 - 徳丸輝明
- プロップデザイン - 高瀬さやか[32]、三腰航平（第2期）[32]、吉川由華（第2期）[32]
- 美術設定 - 成田偉保[31]
- 美術監督 - 伊藤友沙[31]
- 色彩設計 - 武田仁基[31]
- 撮影監督 - 鈴木彬人[31]
- CG監督 - 福田大輔[31]
- 編集 - 吉武将人[31]
- 音響監督 - 本山哲[31]
- 音響効果 - 安藤由衣（第2期）[32]
- 音響制作 - INSPIONエッジ[32]
- 音楽 - 横山克[30]
- 音楽制作 - アニプレックス
- 音楽プロデューサー - 山内真治
- プロデューサー - 古橋宗太、呂夏娜、嶋崎崇夫（第1期）
- アニメーションプロデューサー - 中村将太
- 制作 - A-1 Pictures[30]
- 製作 - アニプレックス、集英社、ADK

## 主題歌
「Knock Out」
岡崎体育による第1期オープニングテーマ。作詞・作曲は岡崎体育、編曲はDAIDAI from Paledusk。
「シュークリーム・ファンク」
フィロソフィーのダンスによる第1期エンディングテーマ。作詞はCOMiNUM, Kaz Kuwamura, Kentaro、作曲はKaz Kuwamura, Kentaro、編曲はKentaro。
「Bling-Bang-Bang-Born」
Creepy Nutsによる第2期オープニングテーマ。作詞はR-指定、作曲・編曲はDJ松永。
オープニングアニメーションを手掛けたのはアニメーターの榎戸駿であり、2023年8月ごろにオファーを受けた際、Creepy Nutsの楽曲やメンバーのR-指定が好きだったことから引き受けたと朝日新聞とのインタビューの中で明かしている。
引き受けた時点では楽曲ができていなかったため、すぐに方針を立てられなかったものの、その後最初にサビのリズムの部分が送られ、ぼんやりとした構想を練り始めた。それからデモ音源が届き、絵コンテに移った。
「トーキョーズ・ウェイ！」
私立恵比寿中学による第2期エンディングテーマ。作詞・作曲は細井涼介・林武蔵、編曲は林武蔵・細井涼介。

## 反響

BBBBダンス

第2期のオープニングテーマ『Bling-Bang-Bang-Born』は日本国内外で大きな反響を呼んだ。また、オープニング映像でキャラクターが踊る様子は曲名を略して「BBBBダンス」と呼ばれ、YouTubeやTikTokでは「踊ってみた」動画の投稿が相次いだほか、アニプレックスの公式YouTubeでも出演声優による「踊ってみた」動画が投稿された。

### 評価
放送前の評価
ライターの向原康太はテレビアニメ版第1期初回放送前に「リアルサウンド」に寄せた記事の中で、第1期のPVを通じてマッシュの魅力がきちんと引き出されていると評している。また、PVでは笑える場面と迫真のバトルが原作から強調されており、実際に見ると想像以上にアニメ映えする作品であると述べている。

放送後の評価
ライターのすなくじらは「リアルサウンド」に寄せた記事の中でマッシュ役に小林が起用された背景として、近年（2023年時点）のアニメにおいて「癖のある主人公」が人気を集めていることを挙げており、小林がキャラクターの気持ちを細かく拾うことを得意とすることに由来していると述べている。ギャグ作品故マッシュの心の動きはわかりにくいものの、小林の演技により彼が家族思いな人物であることがわかるとすなくじらは評している。
クランチロール・アニメアワード2024において、最優秀コメディ作品賞、最優秀ファンタジー作品賞にノミネートされた。

## 各話リスト
| 話数                          | サブタイトル                                   | 絵コンテ     | 演出     | 作画監督 | 総作画監督        | 初放送日      |       |       |       |       |       |       |       |       |       |       |       |       |       |       |       |       |       |       |
| 第1期                         | 第1期                                          | 第1期        | 第1期    | 第1期 | 第1期             | 第1期         | 第1期 | 第1期 | 第1期 | 第1期 | 第1期 | 第1期 | 第1期 | 第1期 | 第1期 | 第1期 | 第1期 | 第1期 | 第1期 | 第1期 | 第1期 | 第1期 | 第1期 | 第1期 |
| ----------------------------- | ---------------------------------------------- | ------------ | -------- | --- | ----------------- | ------------- | ----- | ----- | ----- | ----- | ----- | ----- | ----- | ----- | ----- | ----- | ----- | ----- | ----- | ----- | ----- | ----- | ----- | ----- |
| 第1話                         | マッシュ・バーンデッドと鍛えぬかれた筋肉       | 田中智也     | 池田愛彩 | 合田浩章 | 東島久志          | 2023年 4月8日 |       |       |       |       |       |       |       |       |       |       |       |       |       |       |       |       |       |       |
| 第2話                         | マッシュ・バーンデッドと不思議な迷路           | 小原正和     | 小原正和 | 萩尾圭太 山本祐子 高瀬さやか | 石川智美          | 4月15日       |       |       |       |       |       |       |       |       |       |       |       |       |       |       |       |       |       |       |
| 第3話                         | マッシュ・バーンデッドと怒らせちゃいけない人   | 飛田剛       | 飛田剛   | 市橋雄一 斉藤亮 齋藤悠 | 久松沙紀          | 4月22日       |       |       |       |       |       |       |       |       |       |       |       |       |       |       |       |       |       |       |
| 第4話                         | マッシュ・バーンデッドと強めの魔法使い         | 臼井篤史     | 臼井篤史 | 板垣彰子 南りりこ 佐藤綾香 西川真人 山下聖美 上月庸右 楊彤琤 | 東島久志          | 4月29日       |       |       |       |       |       |       |       |       |       |       |       |       |       |       |       |       |       |       |
| 第5話                         | マッシュ・バーンデッドとモテない同級生         | 渡辺有紀     | 渡辺有紀 | 渡辺浩二 | 久松沙紀          | 5月6日        |       |       |       |       |       |       |       |       |       |       |       |       |       |       |       |       |       |       |
| 第6話                         | マッシュ・バーンデッドと鉄の魔法               | 池田愛彩     | 池田愛彩 | 合田浩章 市橋雄一 萩尾圭太 臼井篤史 斉藤亮 北村友幸 北島勇樹 | 久松沙紀          | 5月13日       |       |       |       |       |       |       |       |       |       |       |       |       |       |       |       |       |       |       |
| 第7話                         | マッシュ・バーンデッドと人形の魔法使い         | 古田丈司     | 渋田直彰 | 伊藤良明 岩本里奈 | 東島久志          | 5月27日       |       |       |       |       |       |       |       |       |       |       |       |       |       |       |       |       |       |       |
| 第8話                         | マッシュ・バーンデッドと狼の魔法使いたち       | 仲野良       | 仲野良   | 齋藤悠 南りりこ 佐藤綾香 合田浩章 上月庸右 西川真人 山下聖美 ズイショウ YU Minzi No Seung-who                                                                                   | 久松沙紀          | 6月3日        |       |       |       |       |       |       |       |       |       |       |       |       |       |       |       |       |       |       |
| 第9話                         | マッシュ・バーンデッドと加速の魔法使い         | 田中智也     | 渡邊敬介 | 小沢久美子 北島勇樹 滝口弘喜 萩尾圭太 さのえり 戸谷賢都 山本祐子 | 石川智美          | 6月10日       |       |       |       |       |       |       |       |       |       |       |       |       |       |       |       |       |       |       |
| 第10話                        | マッシュ・バーンデッドと神覚者の男             | 小原正和     | 小原正和 | 市橋雄一 合田浩章 北村友幸 小松真梨子 斉藤亮 No Seung-who 西川真人 上月庸右 曽根拓人 堀光明 桜井このみ 宇良今日子                                                               | 東島久志          | 6月17日       |       |       |       |       |       |       |       |       |       |       |       |       |       |       |       |       |       |       |
| 第11話                        | マッシュ・バーンデッドと弱肉強食               | 大橋一輝     | 小坂春女 | 臼井篤史 渡辺浩二 西川真人 上月庸右 萩尾圭太 斎藤悠 南りりこ 佐藤綾香 | 久松沙紀 東島久志 | 6月24日       |       |       |       |       |       |       |       |       |       |       |       |       |       |       |       |       |       |       |
| 第12話                        | マッシュ・バーンデッドと魔法の鏡               | 古田丈司     | 飛田剛   | 小沢久美子 山本祐子 合田浩章 錦見楽 萩尾圭太 大野泰江 曽根拓人 高瀬さやか 古阪美津妃 北村友幸 市橋雄一 滝口弘喜 小松真梨子 臼井篤史 斉藤亮 戸谷賢都 No Seung-who Jang Han-byeol | 東島久志          | 7月1日        |       |       |       |       |       |       |       |       |       |       |       |       |       |       |       |       |       |       |
| 第2期『神覚者候補選抜試験編』 |                                                |              |          | |                   |               |       |       |       |       |       |       |       |       |       |       |       |       |       |       |       |       |       |       |
| 第13話                        | マッシュ・バーンデッドと神覚者たち             | 田中智也     | 白石佳祐 | 小松真梨子 齋藤悠 佐藤綾香 南りりこ | 東島久志          | 2024年 1月6日 |       |       |       |       |       |       |       |       |       |       |       |       |       |       |       |       |       |       |
| 第14話                        | マッシュ・バーンデッドと実家                   | 古田丈司     | 宮本幸裕 | 伊藤良明 高野晃久 岩本里奈 清水勝祐 鮫島寿志 高橋みき | 久松沙紀          | 1月13日       |       |       |       |       |       |       |       |       |       |       |       |       |       |       |       |       |       |       |
| 第15話                        | レイン・エイムズと神に選ばれた力               | 成田歳法     | 飛田剛   | 高瀨さやか 山本祐子 渡邊敬介 萩尾圭太 臼井篤史 さのえり | 石川智美          | 1月20日       |       |       |       |       |       |       |       |       |       |       |       |       |       |       |       |       |       |       |
| 第16話                        | マッシュ・バーンデッドと強固な風船             | 渡辺有紀     | 渡辺有紀 | 斉藤亮 臼井篤史 渡辺浩二 成松義人 | 戸谷賢都          | 1月27日       |       |       |       |       |       |       |       |       |       |       |       |       |       |       |       |       |       |       |
| 第17話                        | フィン・エイムズと友達                         | 仲野良       | 仲野良   | 錦見楽 小沢久美子 茂木眞一 斉藤亮 曽根拓人 滝口弘喜 斎藤亮太 合田圭祐 中岡響香 安岡幸恵 大貫巧 内田百香 原田ゆうか 三宅舞子 岡遼子                                              | 東島久志          | 2月3日        |       |       |       |       |       |       |       |       |       |       |       |       |       |       |       |       |       |       |
| 第18話                        | マッシュ・バーンデッドと危ないアッチ向いてホイ | Marr         | 小坂春女 | 齋藤悠 佐藤綾香 南りりこ 廣瀬あかね 小松真梨子 市橋雄一 二瓶令暁 ズイショウ 原田ゆうか Cha Myeong Jun                                                                           | 齋藤悠            | 2月17日       |       |       |       |       |       |       |       |       |       |       |       |       |       |       |       |       |       |       |
| 第19話                        | マッシュ・バーンデッドと音の魔法使い           | 西澤晋       | 髙橋順   | 久松沙紀 山本祐子 渡邊敬介 萩尾圭太 さのえり 高瀨さやか 斉藤亮 原田ゆうか 錦見楽 市橋雄一 大貫巧 中尾彩香 Vann Oba                                                              | 久松沙紀          | 2月24日       |       |       |       |       |       |       |       |       |       |       |       |       |       |       |       |       |       |       |
| 第20話                        | マッシュ・バーンデッドと大きな塔               | 古田丈司     | 白石佳祐 | 渡辺浩二 臼井篤史 成松義人 三腰航平 三宅舞子 カオンヌリ 齋藤悠 東島久志 | 戸谷賢都          | 3月2日        |       |       |       |       |       |       |       |       |       |       |       |       |       |       |       |       |       |       |
| 第21話                        | ウォールバーグ・バイガンと闇の魔法             | 持丸タカユキ | 向山鶴美 | 砂山拓也 岩崎令奈 内田百香 小沢久美子 錦見楽 市橋雄一 安岡幸恵 北島勇樹 小松真梨子 さのえり 萩尾圭太 斉藤亮                                                                     | 砂山拓也          | 3月9日        |       |       |       |       |       |       |       |       |       |       |       |       |       |       |       |       |       |       |
| 第22話                        | ウォールバーグ・バイガンと最大の危機           | 成田歳法     | 飛田剛   | 神本兼利 合田浩章 三腰航平 八角彩香 中岡響香 山田俊太郎 原田ゆうか 前田達之 吉田肇 佐藤綾香                                                                                     | 東島久志          | 3月16日       |       |       |       |       |       |       |       |       |       |       |       |       |       |       |       |       |       |       |
| 第23話                        | マッシュ・バーンデッドと最強の魔法使いの始まり | 山本寛       | 康蛍美   | 岸寛毅 林由香 高橋尚千 浜平蒼生 鈴木ファルコ 中島大智 中村真由美 馮含露 WHITE LINE KWON HYEON AE                                                                                | 齋藤悠            | 3月23日       |       |       |       |       |       |       |       |       |       |       |       |       |       |       |       |       |       |       |
| 第24話                        | マッシュ・バーンデッドと良い友達               | 田中智也     | 田中智也 | 南りりこ 廣瀬あかね 山本祐子 渡邊敬介 小松真梨子 松田剛吏 臼井篤史 | 東島久志 石川智美 | 3月30日       |       |       |       |       |       |       |       |       |       |       |       |       |       |       |       |       |       |       |

## 放送局
| 放送期間                                                                 | 放送時間                                                  | 放送局       | 対象地域       | 備考                         |
| ------------------------------------------------------------------------ | --------------------------------------------------------- | ------------ | -------------- | ---------------------------- |
| 2023年4月8日 - 7月1日                                                    | 土曜 0:00 - 0:30（金曜深夜）                              | TOKYO MX     | 東京都         |                              |
|                                                                          |                                                           | とちぎテレビ | 栃木県         |                              |
|                                                                          |                                                           | 群馬テレビ   | 群馬県         |                              |
|                                                                          |                                                           | BS11         | 日本全域       | BS放送 / 『ANIME+』枠        |
| 2023年4月9日 - 7月2日                                                    | 日曜 1:55 - 2:25（土曜深夜）                              | テレビ新潟   | 新潟県         |                              |
|                                                                          |                                                           | 中京テレビ   | 中京広域圏     |                              |
|                                                                          | 日曜 2:08 - 2:38（土曜深夜）                              | 毎日放送     | 近畿広域圏     | 『アニメシャワー』第1部      |
| 2023年4月10日 - 7月3日                                                   | 月曜 1:50 - 2:20（日曜深夜）                              | 福岡放送     | 福岡県         |                              |
| 2023年4月12日 - 7月5日                                                   | 水曜 1:20 - 1:50（火曜深夜）                              | 長野朝日放送 | 長野県         |                              |
|                                                                          | 水曜 1:25 - 1:55（火曜深夜）                              | 静岡放送     | 静岡県         | 『スーパーアニメ6区』枠      |
| 2023年4月13日 - 7月6日                                                   | 木曜 1:15 - 1:45（水曜深夜）                              | 岡山放送     | 岡山県・香川県 |                              |
| 2023年4月14日 - 5月19日 2023年5月26日 - 7月7日                           | 金曜 2:29 - 2:59（木曜深夜） 金曜 1:59 - 2:29（木曜深夜） | 札幌テレビ   | 北海道         |                              |
| 2023年4月15日 - 7月8日                                                   | 土曜 2:08 - 2:38（金曜深夜）                              | 中国放送     | 広島県         |                              |
|                                                                          | 土曜 2:29 - 2:59（金曜深夜）                              | ミヤギテレビ | 宮城県         |                              |
| 2023年6月6日 -                                                           | 火曜 19:00 - 19:30                                        | アニマックス | 日本全域       | BS/CS放送 / リピート放送あり |
| 2023年5月20日には特別編「マッシュ・バーンデッドと不思議な手紙」 を放送。 |                                                           |              |                |                              |

| 配信開始日    | 配信時間                     | 配信サイト |
| ------------- | ---------------------------- | --- |
| 2023年4月8日  | 土曜 0:00（金曜深夜） 更新   | dアニメストア（本店・for Prime Video） |
|               | 土曜 0:00 - 0:30（金曜深夜） | ABEMA |
| 2023年4月10日 | 月曜 12:00 更新              | バンダイチャンネル DMM TV FOD Hulu Amazon Prime Video U-NEXT アニメ放題 TELASA J:COMオンデマンド auスマートパスプレミアム milplus見放題パックプライム Netflix ニコニコチャンネル |
|               | 月曜 22:30 - 23:00           | ニコニコ生放送 |

| 放送期間               | 放送時間                     | 放送局       | 対象地域       | 備考                    |
| ---------------------- | ---------------------------- | ------------ | -------------- | ----------------------- |
| 2024年1月6日 - 3月30日 | 土曜 23:30 - 日曜 0:00       | TOKYO MX     | 東京都         |                         |
|                        |                              | とちぎテレビ | 栃木県         |                         |
|                        |                              | 群馬テレビ   | 群馬県         |                         |
|                        |                              | BS11         | 日本全域       | BS放送 / 『ANIME+』枠   |
| 2024年1月7日 - 3月31日 | 日曜 1:55 - 2:25（土曜深夜） | 中京テレビ   | 中京広域圏     |                         |
|                        | 日曜 2:05 - 2:35（土曜深夜） | テレビ新潟   | 新潟県         |                         |
|                        | 日曜 2:08 - 2:38（土曜深夜） | 毎日放送     | 近畿広域圏     | 『アニメシャワー』第1部 |
| 2024年1月8日 - 4月1日  | 月曜 1:50 - 2:20（日曜深夜） | 福岡放送     | 福岡県         |                         |
| 2024年1月10日 - 4月3日 | 水曜 1:20 - 1:50（火曜深夜） | 長野朝日放送 | 長野県         |                         |
|                        | 水曜 1:40 - 2:10（火曜深夜） | 静岡放送     | 静岡県         | 『スーパーアニメ6区』枠 |
| 2024年1月11日 - 4月4日 | 木曜 1:15 - 1:45（水曜深夜） | 岡山放送     | 岡山県・香川県 |                         |
| 2024年1月12日 - 4月5日 | 金曜 1:59 - 2:29（木曜深夜） | 札幌テレビ   | 北海道         |                         |
| 2024年1月13日 - 4月6日 | 土曜 2:08 - 2:38（金曜深夜） | 中国放送     | 広島県         |                         |
|                        | 土曜 2:29 - 2:59（金曜深夜） | ミヤギテレビ | 宮城県         |                         |

| 配信開始日   | 配信時間        | 配信サイト |
| ------------ | --------------- | --- |
| 2024年1月6日 | 土曜 23:30更新  | ABEMA dアニメストア（本店・for Prime Video） |
| 2024年1月9日 | 火曜 12:00 更新 | バンダイチャンネル DMM TV FOD Hulu Amazon Prime Video U-NEXT アニメ放題 TELASA J:COMオンデマンド auスマートパスプレミアム milplus見放題パックプライム Netflix ニコニコチャンネル |

## BD / DVD
| 巻 | 発売日         | 収録話          | 規格品番     | 規格品番     |
| 巻 | 発売日         | 収録話          | BD           | DVD          |
| -- | -------------- | --------------- | ------------ | ------------ |
| 1  | 2023年7月26日  | 第1話 - 第3話   | ANZX-15451/2 | ANZB-15451/2 |
| 2  | 2023年8月23日  | 第4話 - 第6話   | ANZX-15453/4 | ANZB-15453/4 |
| 3  | 2023年9月27日  | 第7話 - 第9話   | ANZB-15455/6 | ANZB-15455/6 |
| 4  | 2023年10月25日 | 第10話 - 第12話 | ANZX-15457/8 | ANZB-15457/8 |

| 巻 | 発売日        | 収録話          | 規格品番     | 規格品番     |
| 巻 | 発売日        | 収録話          | BD           | DVD          |
| -- | ------------- | --------------- | ------------ | ------------ |
| 1  | 2024年3月27日 | 第13話 - 第15話 | ANZX-16661/2 | ANZB-16661/2 |
| 2  | 2024年4月24日 | 第16話 - 第18話 | ANZX-16663/4 | ANZB-16663/4 |
| 3  | 2024年5月29日 | 第19話 - 第21話 | ANZB-16665/6 | ANZB-16665/6 |
| 4  | 2024年6月26日 | 第22話 - 第24話 | ANZX-16667/8 | ANZB-16667/8 |

## Webラジオ
WEBラジオ『MASH RADIO』が音泉およびYouTube「アニプレックス チャンネル」にて、2023年3月22日より毎週水曜に配信中。パーソナリティはマッシュ・バーンデッド役の小林千晃。